# K. Hamar Ilona
K. Hamar Ilona, Kovásznai Gáborné (Kálnok, 1893. április 8. – Sepsiszentgyörgy 1952. február 26. ) magyar regényíró. Kovásznai Gábor felesége.

## Életútja
Tanulmányait Sepsiszentgyörgyön az Állami Polgári Leányiskolában végezte, itt élt. Mikor a kalász megérett című, a két világháború közti erdélyi viszonyokról szóló regényét a Székely Nép 1943-as évfolyama közölte, 1944-ben pedig kötetben is megjelent (Jókai Ny., Sepsiszentgyörgy).